# 前川功一
前川 功一（まえかわ こういち、1943年6月26日 - 2024年9月10日）は、日本の経済学者。計量経済学専攻。学位は、経済学博士（大阪大学・1986年）。広島大学副学長、広島経済大学学長、日本金融・証券計量・工学学会会長、ウエスタン・オンタリオ大学客員教授、広島銀行監査役などを歴任。Econometric Theory Award受賞。

## 経歴・人物
神奈川県生まれ。広島大学附属高等学校を経て、1967年広島大学政経学部政経学科卒業。1969年一橋大学大学院経済学研究科修士課程理論経済学及び統計学専攻修了。指導教官は伊大知良太郎。専門は計量経済学。
1969年広島大学政経学部助手。1972年広島大学政経学部講師。1974年京都大学経済研究所研修員。1976年広島大学政経学部助教授。1977年広島大学経済学部助教授。1978年ロンドン大学ロンドン・スクール・オブ・エコノミクス在外研究。1985年広島大学経済学部教授。1986年大阪大学より経済学博士の学位を取得。1988年ウエスタン・オンタリオ大学客員教授。
1993年広島大学評議員。1996年広島大学経済学部長。1997年Econometric Theory Award受賞。1999年日本経済学会理事。2001年広島大学副学長、広島大学アドミッションセンター長、広島大学西条共同研修センター長、広島大学評議員。2002年大学評価・学位授与機構経済系教育評価専門委員、広島大学教養教育企画室長。2003年広島大学金融工学プロジェクト研究センター長。2004年国立大学法人広島大学理事・副学長（財務担当）。
2007年広島大学定年退職、広島大学名誉教授、広島経済大学大学院経済学研究科教授。2008年広島経済大学学長。2009年日本金融・証券計量・工学学会会長、日本学術会議連携会員。2010年広島経済大学大学院経済学研究科長。2011年広島銀行監査役。2017年広島経済大学大学院経済学研究科教授。2019年広島経済大学大学院経済学研究科非常勤講師、広島経済大学名誉教授、日本統計学会名誉会員。令和元年春の叙勲で瑞宝中綬章受章。

## 著作

### 著書
- 『回帰分析の漸近理論』広島大学経済研究双書 1985年
- 『Excelによる統計処理入門』（宜名真勇, 椿康和と共編著）エコノミスト社 1999年
- 『現代経済学の潮流』（小野善康編, 吉川洋, 神取道宏, 池田新介, 伊藤隆敏, 芹澤成弘, 田近栄治,古谷泉生, 浜田宏一と共著）東洋経済新報社 2003年
- 『金融時系列分析の理論と応用』（得津康義と共編著）広島経済大学地域経済研究所 2012年
- 『経済時系列分析ハンドブック』（刈屋武昭, 矢島美寛, 福地純一郎, 川崎能典と共編）朝倉書店 2012年
- 『経済・経営系のためのよくわかる統計学』（得津康義, 河合研一と共著）朝倉書店 2014年
- 『東アジアの経済成長の持続可能性について』（福居信幸, 増原義剛, 野北晴子, 糠谷英輝, 小笠原礼以, 小松正昭と共編著）広島経済大学地域経済研究所 2016年

### 訳書
- C.E.V.レッサー 著『初等計量経済学』（佐和隆光と共訳）東洋経済新報社 1977年
- T. ビョルク著『ビョルク数理ファイナンスの基礎 : 連続時間モデル』朝倉書店 2006年